# Adrien-Louis Lusson
Pour les articles homonymes, voir Lusson.

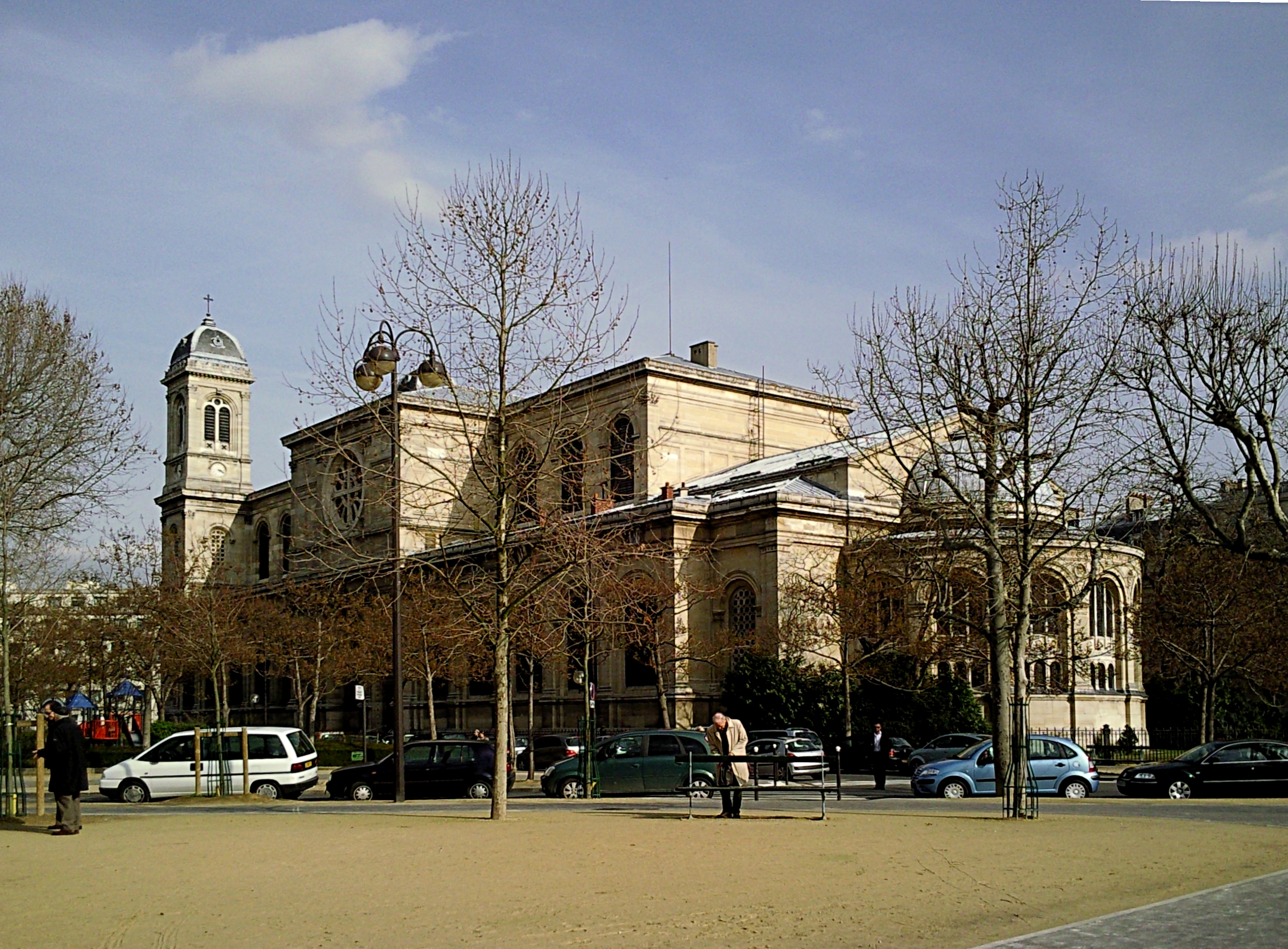
Église Saint-François-Xavier-des-Missions-Étrangères.

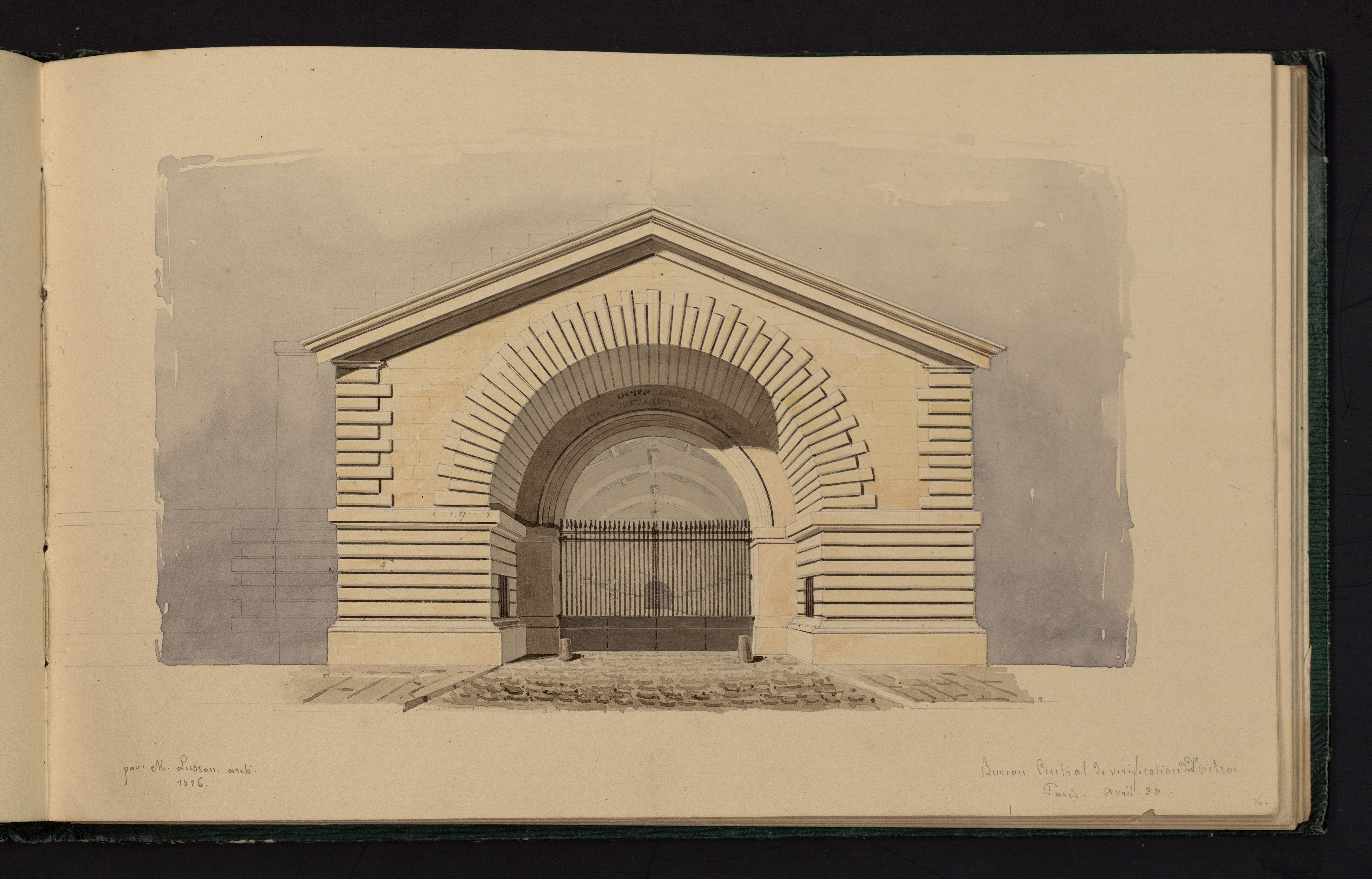
Aquarelle du bureau central de l'octroi de Paris par Prosper Morey. En bas à gauche, "par M. Lusson archi 1826".

Adrien-Louis Lusson, né le 4 août 1788 à La Flèche, décédé le 9 février 1864 à Rome, était un architecte et décorateur français.

## Biographie
Fils d'un tailleur de pierre fléchois, Adrien-Louis Lusson s'initie très jeune à la construction. À l'âge de 18 ans, il participe aux travaux de restauration des façades du château de la Barbée à Bazouges-sur-le-Loir, près de La Flèche. Elève à l'école des Beaux-Arts de Paris, il suit les cours de Lahure, de Charles Percier et de Pierre Fontaine. Il devient agent voyer de la ville de Paris. Il travaille comme architecte du service de l'Octroi de 1820 à 1830 et devient architecte des travaux publics de la ville de Paris en 1835.
A-L Lusson est l’architecte de la halle d’octroi de la rue Chauchat, à Paris (1821-1825). Le bâtiment est occupé depuis 1843 par l’église luthérienne de la Rédemption.
En 1855, il réalisa à Paris, l'église Saint-Eugène-Sainte-Cécile avec l'architecte Louis-Auguste Boileau,.
En 1861, il réalisa l'église Saint-François-Xavier-des-Missions-Étrangères située également à Paris. La même année, il propose également un projet pour la construction de l'Opéra de Paris.
On lui doit la décoration de la salle du théâtre de La Flèche dans la Sarthe, ainsi que sa coupole.
Il meurt à Rome en 1864 et est inhumé au cimetière du Père-Lachaise (41e division).